# Mimosa Campironi
Mimosa Campironi, accreditata in campo musicale anche solo come Mimosa (Pavia, 21 ottobre 1986), è un'attrice, cantautrice e compositrice italiana.

## Biografia
Fin da giovanissima si dedica allo studio del canto e del pianoforte al Conservatorio di Musica Giuseppe Verdi di Milano. Dal 2001 inizia a studiare recitazione, partecipando ad alcuni stage; tra il 2003 e il 2004 frequenta il Laboratorio permanente su Shakespeare di Milano, diretto da Mamadou Dioume, per approdare nel 2006 al Centro Sperimentale di Cinematografia di Roma. Qui frequenta anche il corso di laurea in Filosofia presso l'Università di Roma La Sapienza.
Nel 2002 debutta in teatro nei panni di una kamikaze nel monologo Prendimi con te di Francesco Apolloni.

Nel 2006 esordisce nel cinema con il film Sfiorarsi, diretto da Angelo Orlando. L'anno successivo appare per la prima volta in televisione nella serie di Rai Uno, Incantesimo, in cui interpreta il ruolo di Carolina Mauri.
Nel 2007 ritorna sul grande schermo con Nessuna qualità agli eroi, regia di Paolo Franchi, al fianco di Elio Germano. La pellicola è stata presentata in concorso alla 64ª Mostra del Cinema di Venezia del 2007. Nel secondo decennio degli anni 2000 partecipa alla pellicola cinematografica L'imbroglio nel lenzuolo di Alfonso Arau (2010), nel ruolo della figlia di Anne Parillaud, Virginia, e alla produzione televisiva Amanda Knox di Robert Dornhelm (2011).
Nel 2011, vince l'undicesimo Music Contest al Teatro Lo Spazio di Roma, e nel 2012 pubblica su iTunes i brani Aria di Città e Ulisse da lei arrangiati; scrive le musiche dello spettacolo teatrale di Francesco Piotti, I Principi che Eravamo, tratto da Il Piccolo Principe di Saint-Exupéry e prende parte alla colonna sonora del film Niente può fermarci. L'anno successivo è scelta a ricoprire il ruolo di Giulietta per Romeo e Giulietta di Gigi Proietti per il decennale del Silvano Toti Globe Theatre di Roma, successivamente denominato "Gigi Proietti Globe Theater Silvano Toti". Sul medesimo palco vestirà nel 2012 i panni di Cordelia nel Re Lear e nel 2015 di Ero in Molto rumore per nulla.
Sempre nel 2015 pubblica il suo primo album come Mimosa dal titolo La Terza Guerra, con l'etichetta discografica Gas Vintage Records di Leo Pari. Il primo singolo estratto, Terza Guerra, viene scelto da MTV per il progetto New Generation, trasmettendone il video nella rotazione mensile di settembre-ottobre del canale MTV Music.

Nell'ottobre dello stesso anno è nel cast del mockumentary Pecore in erba di Alberto Caviglia.
Nel 2016 vince il premio Siae "Miglior Musica" e il "premio della Critica" al festival musicale, Musicultura, con il brano Fame d'aria, tratto dal suo primo album, mentre il videoclip di Terza Guerra la porta alla candidatura agli Mtv Awards nella categoria Best New Generation Artist. Lo stesso anno vince l'oscar dei Giovani consegnato in Campidoglio come giovane artista emergente. Nel 2018 è tra i protagonisti del musical Musica ribelle, con le musiche di Eugenio Finardi e la regia di Emanuele Gamba, torna alla musica con la pubblicazione del suo secondo album Hurrah per La Tempesta Dischi.
Nel 2019 scrive l'opera Trashmedy, con Alessandro De Rosa per La Biennale Musica di Venezia. Nel 2020 Casa Musicale Sonzogno la sceglie come autrice di libretto e musica per il melologo Madame Tosca, andato in scena a Macerata Opera Festival 2020 e interpretato da Laura Morante.
Nel 2021 scrive Family game VR, testo selezionato per Italian & American Plauwrights Project/New York e lo porta in scena come regista realizzandolo al MET.

## Carriera

### Teatro
- Prendimi con te, regia di Francesco Apolloni, monologo, Teatro Colosseo di Roma (2006)
- Molto rumore per nulla di William Shakespeare, regia di Loredana Scaramella, Silvano Toti Globe Theatre di Roma (2006)
- Addio al nubilato di Francesco Apolloni, regia di Enrico Maria Lamanna, Teatro Sala Umberto di Roma (2007)
- Amleto di William Shakespeare, regia di Corrado d'Elia, Teatro Libero di Milano (2009)
- Romeo e Giulietta di William Shakespeare, regia di Gigi Proietti, Silvano Toti Globe Theatre di Roma (2013)
- Molto rumore per nulla di William Shakespeare, regia di Loredana Scaramella, Silvano Toti Globe Theatre di Roma (2014)
- Cinque allegri ragazzi morti: il musical Lo-Fi, regia di Eleonora Pippo, Milano/Roma (2014)
- Il Mercante di Venezia di William Shakespeare, regia di Loredana Scaramella, Silvano Toti Globe Theatre di Roma (2016)
- Musica ribelle opera rock, musica di Eugenio Finardi, con la regia di Emanuele Gamba, Teatro della Pergola di Firenze.
- Amleto, regia di Giorgio Barberio Corsetti, Teatro Argentina di Roma (2021) – nel personaggio di Ofelia, fidanzata di Amleto
- Zio Vanja di Anton Čechov, adattamento e regia di Roberto Valerio, Teatro Parioli di Roma (2023) – nel personaggio di Sonia
- Le città invisibili. Il futuro è un dovere, regia di Fausto Cabra, - CTB Centro Teatrale Bresciano (2023)

### Cinema
- Sfiorarsi, regia di Angelo Orlando (2006)
- Nessuna qualità agli eroi, regia di Paolo Franchi (2007)
- L'imbroglio nel lenzuolo, regia di Alfonso Arau (2009)
- Pecore in erba, regia di Alberto Caviglia (2015)

### Televisione
- Incantesimo – soap opera (2007-2008)
- Don Luca c'è, regia di Duccio Forzano – sitcom, un episodio (2008)
- Amanda Knox (Amanda Knox: Murder on Trial in Italy), regia di Robert Dornhelm – film TV (2011)
- Nero Wolfe – serie TV, episodio 1x05 (2012)
- Rex 5 – serie TV, episodio 5x12 (2013)

### Cortometraggi
- L'appuntamento, regia di Alexis Sweet (2009)
- Lettera da Madras, regia di Irish Braschi (2011)
- Dream oN (2011)
- Dharma Bums, regia di Francesco Catarinolo (2020)

### Discografia
- 2015 – La Terza Guerra - Album Ed. Gas Vintage Record
- 2018 – Hurrah - Album Ed. La Tempesta Dischi
- 2022 - La tua anima che balla[4] - singolo feat. Cor Veleno, Tre Allegri Ragazzi Morti

### Opere liriche
- Madame Tosca 2020 Macerata Opera Festival – Sferisterio

### Musica per il teatro
- 2017-  EVOLUTION CITY SHOW 2017, regia di Fausto Cabra CTB - Centro Teatrale Bresciano
- 2019 - La storia di Elsa Morante, regia di Fausto Cabra[5] - CTB Centro Teatrale Bresciano
- 2019 - La dodicesima notte, regia di Loredana Scaramella - Gigi Proietti Gloge Teatre Silvano Toti – Roma
- 2021 - La commedia degli errori regia Loredana Scaramella Gigi Proietti Gloge Teatre Silvano Toti – Roma
- 2021 - Io Sarah io Tosca, regia di Daniele Costantini
- 2023 - Le città invisibili. Il futuro è un dovere regia di Fausto Cabra - CTB Centro Teatrale Bresciano

### Drammaturgie
- HIkikomori: il mondo visto da una stanza (2021)
- Family Game VR  (2022) – tradotto da Patricia Gaboric - Ed.369Gradi